# Nicola Peltz
Nicola Anne (Nicky) Peltz (Westchester County (New York), 9 januari 1995) is een Amerikaans actrice. Ze is een dochter van de miljardair Nelson Peltz en zus van acteur Will. Nicola Peltz speelde onder meer de rol van Katara in de door M. Night Shyamalan geregisseerde speelfilm The Last Airbender. Zij werd hiervoor geselecteerd door Twilight-acteur Robert Pattinson.
Peltz is getrouwd met Brooklyn Beckham.

## Filmografie
| Jaar      | Film                            | Rol            | Opmerking      |
| --------- | ------------------------------- | -------------- | -------------- |
| 2006      | Deck the Halls                  | Mackenzie      |                |
| 2008      | Harold                          | Becki          |                |
| 2008      | Righteous Kill                  | Lynn           |                |
| 2010      | The Last Airbender              | Katara         |                |
| 2011      | Eye of the Hurricane            | Renee Kyte     |                |
| 2013-2015 | Bates Motel                     | Bradley Martin | televisieserie |
| 2014      | Transformers: Age of Extinction | Tessa Yeager   |                |
| 2014      | Affluenza                       | Kate Miller    |                |
| 2016      | Youth in Oregon                 | Annie Gleason  |                |
| 2018      | Back Roads                      | Amber Altmyer  |                |
| 2018      | Our House                       | Hannah         |                |
| 2019      | The Obituary of Tunde Johnson   | Marley Meyers  |                |

## Prijzen

### Golden Raspberry Award
- 2011 in de categorie 'Slechtste Actrice in een Bijrol in een Film' met de film The Last Airbender - genomineerd.
- 2015 in de categorie 'Slechtste Actrice in een Bijrol in een Film' met de film Transformers: Age of Extinction - genomineerd.

### Teen Choice Award
- 2014 in de categorie Opkomende Ster met de film Transformers: Age of Extinction - genomineerd.